# Флойд, Слипи
Эрик Огастас «Слипи» Флойд (англ. Eric Augustus "Sleepy" Floyd; родился 6 марта 1960, Гастония, штат Северная Каролина, США) — американский профессиональный баскетболист.

## Ранние годы
Слипи Флойд родился в городе Гастония (штат Северная Каролина), учился в Гастонийской школе Хантер-Хасс, в которой играл за местную баскетбольную команду.

## Студенческая карьера
В 1982 году Флойд закончил Джорджтаунский университет, где в течение четырёх лет играл за команду «Джорджтаун Хойяс», в которой провёл успешную карьеру, набрав в итоге 2304 очка, 477 подборов и 355 передач. При Флойде «Хойяс» один раз выигрывали регулярный чемпионат конференции Big East (1980), три раза — турнир конференции Big East (1979—1980, 1982), а также четыре года подряд выходили в плей-офф студенческого чемпионата США (1979—1982). В сезоне 1981/1982 годов «Хойяс» вышли в финал четырёх NCAA, где в полуфинале обыграли команду «Луисвилл Кардиналс» (50—46), а в финале в упорной борьбе проиграли команде «Северная Каролина Тар Хилз» (62—63).

## Карьера в НБА
Играл на позиции разыгрывающего защитника и атакующего защитника. В 1982 году был выбран на драфте НБА под 13-м номером командой «Нью-Джерси Нетс». Позже выступал за команды «Голден Стэйт Уорриорз», «Хьюстон Рокетс» и «Сан-Антонио Спёрс». Всего в НБА провёл 13 сезонов. В 1987 году принимал участие в матче всех звёзд НБА. В 1982 году включался в 1-ю всеамериканскую сборную NCAA. Всего за карьеру в НБА сыграл 957 игр, в которых набрал 12 260 очков (в среднем 12,8 за игру), сделал 2494 подбора, 5175 передач, 1120 перехватов и 215 блок-шотов.
Свои лучшие годы в качестве игрока НБА Флойд провёл в «Голден Стэйт Уорриорз», в рядах которых он выступал на протяжении пяти сезонов (1983—1987). Самым лучшим в его карьере был сезон 1984/1985 годов, в котором он сыграл в 82 играх, набирая в среднем за матч 19,5 очка и делая 2,5 подбора, 5,0 передачи, 1,6 перехвата и 0,5 блок-шота. В декабре 1987 года Флойд вместе с Джо Бэрри Кэрроллом был обменян в «Хьюстон Рокетс» на Ральфа Сэмпсона и Стива Харриса, где отыграл 5 с половиной сезонов. Летом 1993 года в качестве свободного агента перешёл в «Сан-Антонио Спёрс», а его бывшая команда следующие два года становилась чемпионами НБА.
Флойд по-прежнему удерживает рекорд плей-офф НБА по количеству набранных очков в четверти (четвёртая—29) и в половине матча (вторая—39), которые он набрал в составе «Уорриорз» в четвёртой игре полуфинала западной конференции против «Лос-Анджелес Лейкерс» в плей-офф 1987 года. В первой половине он записал на свой счёт ещё 12 очков, набрав в итоге 51 очко, что стало определяющим в победе «Воинов» (129—121) и предотвратило их от получения баранки, таким образом счёт в серии стал 1—3. Однако в следующей игре победу одержали баскетболисты «Лейкерс» (118—106) и тем самым оформили себе пропуск в финал конференции.

## Карьера в сборной США
В 1979 году Флойд стал в составе сборной США победителем чемпионата мира по баскетболу среди юношей до 19 лет в Сальвадоре (первого в истории), обыграв в финале сборную Бразилии.

## Последующие годы
После завершения профессиональной карьеры Флойд в течение трёх лет был управляющим в ресторане, после чего работал в отделе финансового управления компании. Начиная с 2013 года работает в качестве торгового агента в компании, специализирующейся на продаже кроватными принадлежностями и занимается благотворительностью.
В декабре 2013 года Флойд был в составе делегации бывших игроков НБА, которая посетила КНДР в ходе турне «баскетбольной дипломатии» под руководством Денниса Родмана. Изначально он отправился в эту поездку, не зная о всех планах делегации, поэтому избегал общения с китайскими СМИ на обратном пути в США. Позднее Флойд сказал, что он не был проинформирован о политическом контексте миссии, и что в плане поездки не было какого-либо упоминания о матче, который должен был пройти в присутствии Ким Чен Ына. Слипи оказался в неприятном положении, когда ему стало известно о характере турне, поэтому он не принимал участия в игре.

## Статистика

### Статистика в НБА
| Сезон                                                                                    | Команда      | Регулярный сезон | Регулярный сезон | Регулярный сезон | Регулярный сезон | Регулярный сезон | Регулярный сезон | Регулярный сезон | Регулярный сезон | Регулярный сезон | Регулярный сезон | Регулярный сезон | Серия плей-офф | Серия плей-офф | Серия плей-офф | Серия плей-офф | Серия плей-офф | Серия плей-офф | Серия плей-офф | Серия плей-офф | Серия плей-офф | Серия плей-офф | Серия плей-офф |
| Сезон                                                                                    | Команда      | GP               | GS               | MPG              | FG%              | 3P%              | FT%              | RPG              | APG              | SPG              | BPG              | PPG              | GP             | GS             | MPG            | FG%            | 3P%            | FT%            | RPG            | APG            | SPG            | BPG            | PPG            |
| ---------------------------------------------------------------------------------------- | ------------ | ---------------- | ---------------- | ---------------- | ---------------- | ---------------- | ---------------- | ---------------- | ---------------- | ---------------- | ---------------- | ---------------- | -------------- | -------------- | -------------- | -------------- | -------------- | -------------- | -------------- | -------------- | -------------- | -------------- | -------------- |
| 1982/83                                                                                  | Нью-Джерси   | 43               | 6                | 11,5             | 42,6             | 28,6             | 84,4             | 1,0              | 1,6              | 0,4              | 0,2              | 5,3              | Не участвовал  | Не участвовал  | Не участвовал  | Не участвовал  | Не участвовал  | Не участвовал  | Не участвовал  | Не участвовал  | Не участвовал  | Не участвовал  | Не участвовал  |
| 1982/83                                                                                  | Голден Стэйт | 33               | 11               | 22,8             | 43,1             | 54,5             | 83,0             | 2,9              | 2,2              | 1,2              | 0,2              | 11,7             | Не участвовал  | Не участвовал  | Не участвовал  | Не участвовал  | Не участвовал  | Не участвовал  | Не участвовал  | Не участвовал  | Не участвовал  | Не участвовал  | Не участвовал  |
| 1983/84                                                                                  | Голден Стэйт | 77               | 73               | 33,2             | 46,3             | 17,8             | 81,6             | 3,5              | 3,5              | 1,3              | 0,4              | 16,8             | Не участвовал  | Не участвовал  | Не участвовал  | Не участвовал  | Не участвовал  | Не участвовал  | Не участвовал  | Не участвовал  | Не участвовал  | Не участвовал  | Не участвовал  |
| 1984/85                                                                                  | Голден Стэйт | 82               | 82               | 35,0             | 44,5             | 29,4             | 81,0             | 2,5              | 5,0              | 1,6              | 0,5              | 19,5             | Не участвовал  | Не участвовал  | Не участвовал  | Не участвовал  | Не участвовал  | Не участвовал  | Не участвовал  | Не участвовал  | Не участвовал  | Не участвовал  | Не участвовал  |
| 1985/86                                                                                  | Голден Стэйт | 82               | 82               | 33,8             | 50,6             | 32,8             | 79,8             | 3,6              | 9,1              | 1,9              | 0,2              | 17,2             | Не участвовал  | Не участвовал  | Не участвовал  | Не участвовал  | Не участвовал  | Не участвовал  | Не участвовал  | Не участвовал  | Не участвовал  | Не участвовал  | Не участвовал  |
| 1986/87                                                                                  | Голден Стэйт | 82               | 82               | 37,4             | 48,8             | 38,6             | 86,0             | 3,3              | 10,3             | 1,8              | 0,2              | 18,8             | 10             | 10             | 41,4           | 50,7           | 46,4           | 92,2           | 3,0            | 10,2           | 1,8            | 0,2            | 21,4           |
| 1987/88                                                                                  | Голден Стэйт | 18               | 18               | 37,8             | 43,9             | 5,0              | 83,5             | 5,1              | 9,9              | 1,5              | 0,1              | 21,2             | Не участвовал  | Не участвовал  | Не участвовал  | Не участвовал  | Не участвовал  | Не участвовал  | Не участвовал  | Не участвовал  | Не участвовал  | Не участвовал  | Не участвовал  |
| 1987/88                                                                                  | Хьюстон      | 59               | 55               | 31,1             | 43,1             | 25,0             | 86,0             | 3,5              | 6,2              | 1,2              | 0,2              | 13,1             | 4              | 4              | 38,5           | 42,6           | 50,0           | 86,4           | 1,8            | 8,5            | 2,0            | 0,0            | 18,8           |
| 1988/89                                                                                  | Хьюстон      | 82               | 82               | 34,0             | 44,3             | 37,3             | 84,5             | 3,7              | 8,6              | 1,5              | 0,1              | 14,2             | 4              | 4              | 40,0           | 47,8           | 53,3           | 71,4           | 4,5            | 6,5            | 2,0            | 0,3            | 15,5           |
| 1989/90                                                                                  | Хьюстон      | 82               | 73               | 32,1             | 45,1             | 38,0             | 80,6             | 2,4              | 7,3              | 1,1              | 0,1              | 12,2             | 4              | 4              | 43,0           | 46,9           | 25,0           | 64,7           | 3,8            | 10,3           | 1,3            | 0,3            | 18,5           |
| 1990/91                                                                                  | Хьюстон      | 82               | 4                | 22,6             | 41,1             | 27,3             | 75,2             | 1,9              | 3,9              | 1,2              | 0,2              | 12,3             | 3              | 0              | 13,7           | 33,3           | 0,0            | -              | 0,7            | 2,3            | 0,7            | 0,3            | 5,3            |
| 1991/92                                                                                  | Хьюстон      | 82               | 4                | 20,3             | 40,6             | 30,1             | 79,4             | 1,8              | 2,9              | 0,7              | 0,3              | 9,1              | Не участвовал  | Не участвовал  | Не участвовал  | Не участвовал  | Не участвовал  | Не участвовал  | Не участвовал  | Не участвовал  | Не участвовал  | Не участвовал  | Не участвовал  |
| 1992/93                                                                                  | Хьюстон      | 52               | 10               | 16,7             | 40,7             | 28,6             | 79,4             | 1,7              | 2,5              | 0,6              | 0,1              | 6,6              | 7              | 0              | 8,6            | 31,6           | 33,3           | 70,0           | 0,6            | 1,1            | 0,3            | 0,0            | 2,9            |
| 1993/94                                                                                  | Сан-Антонио  | 53               | 2                | 13,9             | 33,5             | 22,2             | 66,7             | 1,3              | 1,9              | 0,2              | 0,2              | 3,8              | 4              | 0              | 9,3            | 25,0           | -              | 50,0           | 0,3            | 0,3            | 0,0            | 0,0            | 1,5            |
| 1994/95                                                                                  | Нью-Джерси   | 48               | 1                | 17,3             | 33,5             | 28,4             | 69,8             | 1,1              | 2,6              | 0,3              | 0,1              | 4,1              | Не участвовал  | Не участвовал  | Не участвовал  | Не участвовал  | Не участвовал  | Не участвовал  | Не участвовал  | Не участвовал  | Не участвовал  | Не участвовал  | Не участвовал  |
|                                                                                          | Всего        | 957              | 585              | 27,6             | 44,4             | 32,4             | 81,5             | 2,6              | 5,4              | 1,2              | 0,2              | 12,8             | 36             | 22             | 28,8           | 45,7           | 41,4           | 81,4           | 2,1            | 6,1            | 1,2            | 0,1            | 13,0           |
| Наведите курсор мыши на аббревиатуры в заголовке таблицы, чтобы прочесть их расшифровку. |              |                  |                  |                  |                  |                  |                  |                  |                  |                  |                  |                  |                |                |                |                |                |                |                |                |                |                |                |